# II dywizja duńska w piłce nożnej mężczyzn
2. division, ze względów sponsorskich CampoBet 2. division – trzecia w hierarchii klasa męskich ligowych rozgrywek piłkarskich w Danii, zarządzana przez DBU. Do 1990 była drugą klasą rozgrywkową w tym kraju.

## Historia
Po zakończeniu niemieckiej okupacji Danii DBU postanowiło przekształcić rozgrywki o mistrzostwo kraju w format ligowy. W ten sposób utworzono m.in. rozgrywki drugiego poziomu ligowego pod nazwą 2. division, które zainaugurowały w sezonie 1945/1946. Od 1958 rozgrywki odbywały się w systemie wiosna-jesień. W 1991 utworzono rozgrywki Superligaen. Ich powstanie spowodowało reorganizację pozostałych szczebli ligowych, w tym 2. division, która stała się trzecim poziomem rozgrywkowym w Danii. W tym samym roku powrócono do systemu rozgrywek jesień-wiosna.

## Format rozgrywek
Aktualny format 2. division obowiązuje od sezonu 2021/2022. Do rozgrywek przystępuje 12 zespołów. W fazie zasadniczej każda drużyna rozgrywa 22 spotkania w systemie kołowym. Każdy zespół rozgrywa po dwa mecze z pozostałymi klubami – jeden u siebie, a drugi na wyjeździe. Po fazie zasadniczej zespoły z miejsc 1-6 kwalifikują się do grupy walczącej o awans do 1. division, natomiast drużyny z miejsc 7-12 rywalizują w grupie walczącej o utrzymanie. W obu grupach każdy klub rozgrywa 10 spotkań w systemie kołowym, po dwa mecze z każdą z drużyn ze swojej grupy. Również jedno z tych spotkań drużyna rozgrywa u siebie, a drugie na wyjeździe. W grupie walczącej o awans dwa najlepsze kluby awansują do 1. division, natomiast dwa najgorsze kluby z grupy spadkowej spadają do 3. division.

## Skład ligi w sezonie 2025/2026
| Uczestnicy poprzedniego sezonu | Uczestnicy poprzedniego sezonu |
| Miejsce                        | Klub                           |
| ------------------------------ | ------------------------------ |
| 3                              | Fremad Amager                  |
| 4                              | Akademisk BK                   |
| 5                              | Skive IK                       |
| 6                              | Næstved BK                     |
| 7                              | Ishøj IF                       |
| 8                              | Thisted FC                     |
| 9                              | Hellerup IK                    |
| 10                             | FC Helsingør                   |
| Spadek z 1. division 2024/25   |                                |
| 11                             | Vendsyssel FF                  |
| 12                             | FC Roskilde                    |
| Awans z 3. division 2024/25    |                                |
| 1                              | Brabrand IF                    |
| 2                              | VSK Aarhus                     |

## Poprzedni zwycięzcy

### 1945–1990
Na podstawie:
| Sezon   | Klub                 |
| ------- | -------------------- |
| 1945/46 | Østerbros Boldklub   |
| 1946/47 | Odense Boldklub      |
| 1947/48 | Boldklubben 1909     |
| 1948/49 | Esbjerg fB           |
| 1949/50 | Boldklubben 1909     |
| 1950/51 | Skovshoved IF        |
| 1951/52 | Kjøbenhavns Boldklub |
| 1952/53 | Aarhus GF            |
| 1953/54 | Boldklubben 1909     |
| 1954/55 | AIA-Tranbjerg        |
| 1955/56 | Vejle BK             |
| 1956/57 | Odense Boldklub      |
| 1958    | Boldklubben 1903     |
| 1959    | Boldklubben 1913     |
| 1960    | Køge BK              |
| 1961    | Brønshøj BK          |
| 1962    | Aalborg BK           |
| 1963    | Boldklubben Frem     |
| 1964    | Hvidovre IF          |
| 1965    | Akademisk BK         |
| 1966    | Horsens fS           |
| 1967    | Boldklubben 1913     |
| 1968    | Boldklubben 1903     |

| Sezon | Klub                 |
| ----- | -------------------- |
| 1969  | Randers SK Freja     |
| 1970  | Boldklubben 1909     |
| 1971  | Aarhus GF            |
| 1972  | Akademisk BK         |
| 1973  | Holbæk B&I           |
| 1974  | Vanløse IF           |
| 1975  | Kastrup BK           |
| 1976  | Fredrikshavn fI      |
| 1977  | Næstved IF           |
| 1978  | Aalborg BK           |
| 1979  | Køge BK              |
| 1980  | Viborg FF            |
| 1981  | Brøndby IF           |
| 1982  | Boldklubben Frem     |
| 1983  | Kjøbenhavns Boldklub |
| 1984  | Boldklubben 1903     |
| 1985  | Kjøbenhavns Boldklub |
| 1986  | Hvidovre IF          |
| 1987  | Silkeborg IF         |
| 1988  | Boldklubben 1913     |
| 1989  | Kjøbenhavns Boldklub |
| 1990  | Boldklubben 1909     |

### Od 1991
| Sezon     | Klub | Źródło |
| --------- | --- | ------ |
| 1991      | Nørresundby BK (gr. zachodnia) Hellerup IK (gr. wschodnia)                                                                                              | [ 9 ]  |
| 1991/92   | Faza zasadnicza: Horsens fS (gr. zachodnia) Fremad Amager (gr. wschodnia) Play-offy: Svendborg fB (gr. zachodnia) Boldklubben af 1893 (gr. wschodnia)   | [ 10 ] |
| 1992/93   | Faza zasadnicza: Ølstykke FC (gr. zachodnia) Boldklubben af 1893 (gr. wschodnia) Play-offy: Holstebro BK (gr. zachodnia) Akademisk BK (gr. wschodnia)   | [ 11 ] |
| 1993/94   | Faza zasadnicza: Herning Fremad (gr. zachodnia) Boldklubben af 1893 (gr. wschodnia) Play-offy: Haderslev FK (gr. zachodnia) Hellerup IK (gr. wschodnia) | [ 12 ] |
| 1994/95   | Faza zasadnicza: Herning Fremad (gr. zachodnia) Esbjerg fB (gr. wschodnia) Play-offy: Nørre Aaby IK (gr. zachodnia) BK Avarta (gr. wschodnia)           | [ 13 ] |
| 1995/96   | Jesień: Aarhus Fremad (gr. zachodnia) Roskilde BK (gr. wschodnia) Wiosna: Aarhus Fremad (gr. zachodnia) Roskilde BK (gr. wschodnia)                     | [ 14 ] |
| 1996/97   | Jesień: AC Horsens (gr. zachodnia) Hellerup IK (gr. wschodnia) Wiosna: Aalborg Chang (gr. zachodnia) Boldklubben Frem (gr. wschodnia)                   | [ 15 ] |
| 1997/98   | Boldklubben 1909 | [ 16 ] |
| 1998/99   | Randers SK Freja | [ 16 ] |
| 1999/2000 | Boldklubben 1913 | [ 16 ] |
| 2000/01   | Kolding IF | [ 16 ] |
| 2001/02   | BK Skjold | [ 16 ] |
| 2002/03   | FC Nordjylland | [ 16 ] |
| 2003/04   | Hellerup IK | [ 16 ] |
| 2004/05   | Kolding FC | [ 16 ] |

| Sezon   | Klub                                                               | Źródło |
| ------- | ------------------------------------------------------------------ | ------ |
| 2005/06 | Esbjerg fB 2 (gr. zachodnia) Næstved BK (gr. wschodnia)            | [ 17 ] |
| 2006/07 | Skive IK (gr. zachodnia) Lolland-Falster Alliancen (gr. wschodnia) | [ 18 ] |
| 2007/08 | Thisted FC (gr. zachodnia) FC Roskilde (gr. wschodnia)             | [ 19 ] |
| 2008/09 | FC Fyn (gr. zachodnia) FC Vestsjælland (gr. wschodnia)             | [ 20 ] |
| 2009/10 | FC Hjørring (gr. zachodnia) Brønshøj BK (gr. wschodnia)            | [ 21 ] |
| 2010/11 | Blokhus FC (gr. zachodnia) Nordvest FC (gr. wschodnia)             | [ 22 ] |
| 2011/12 | FC Fyn (gr. zachodnia) Hellerup IK (gr. wschodnia)                 | [ 23 ] |
| 2012/13 | BK Marienlyst (gr. zachodnia) Hvidovre IF (gr. wschodnia)          | [ 24 ] |
| 2013/14 | Skive IK (gr. zachodnia) FC Roskilde (gr. wschodnia)               | [ 25 ] |
| 2014/15 | Næstved BK (gr. zachodnia) FC Helsingør (gr. wschodnia)            | [ 26 ] |
| 2015/16 | Akademisk BK                                                       | [ 27 ] |
| 2016/17 | Thisted FC                                                         | [ 28 ] |
| 2017/18 | Hvidovre IF                                                        | [ 29 ] |
| 2018/19 | Skive IK                                                           | [ 30 ] |
| 2019/20 | FC Helsingør                                                       | [ 31 ] |
| 2020/21 | Jammerbugt FC (gr. zachodnia) Nykøbing FC (gr. wschodnia)          | [ 32 ] |
| 2021/22 | Næstved BK                                                         | [ 16 ] |
| 2022/23 | Kolding IF                                                         | [ 16 ] |
| 2023/24 | Esbjerg fB                                                         | [ 16 ] |
| 2024/25 | Aarhus Fremad                                                      | [ 16 ] |